# Pokolcica
Pokolcica vagy Cicus, valódi nevén Patsy Walker egy kitalált szereplő, szuperhős a Marvel Comics képregényeiben. A szereplőt Ruth Atkinson alkotta meg és szuperhősöktől szokatlan módon első megjelenése egy romantikus tini-magazinban, a Miss America második számában volt, 1944 novemberében. Patsy Walker első megjelenésekor még nem rendelkezett különleges képességekkel és nem volt szuperhős sem. Mint Pokolcica csak három évtizeddel később, az Avengers 144. számában tűnt fel, 1976 februárjában.